# Gymnelia felderi
Gymnelia felderi är en fjärilsart som beskrevs av Rothschild 1931. Gymnelia felderi ingår i släktet Gymnelia och familjen björnspinnare. Inga underarter finns listade i Catalogue of Life.